# 류영모

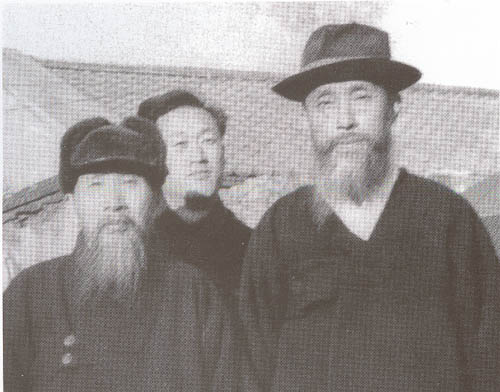
왼쪽이 류영모, 오른쪽이 그의 제자 함석헌이다

류영모(柳永模 1890년 3월 13일 ~ 1981년 2월 3일, 서울 출생)는 한국의 개신교 사상가이며 교육자, 철학자, 종교가이다. 호는 다석(多夕)이다. 조만식, 김교신 등과 같은 세대로, 함석헌, 김흥호, 박영호, 이현필 등의 스승이다. 다석(多夕)은 많은 세 끼(多)를 다 먹지 않고 저녁(夕) 한 끼만 먹는다는 뜻이다.

## 생애

### 출생과 성장
1890년 3월 13일 서울 숭례문 인근에서 아버지 류명근과 어머니 김완전 사이에 맏아들로 태아났다. 5살때 아버지에게 천자문을 배우고 6살때 홍문서골 한문서당에 다니며 통감을 배웠다. 10세에 수하동 소학교에 입학하여 2년을 다니고 다시 한문 서당에 다녔다. 12살때부터 자하문 밖 부암동 큰집 사랑에 차린 서당에서 3년 동안 맹자를 배웠다.

### 기독교 신앙에 귀의
15세에는 YMCA 한국 초대 총무인 김정식의 인도로 개신교에 입문하여 연동교회에 다녔다. 경성일어학당에 입학하여 2년간 일본어를 공부했다. 1909년 경기도 양평의 양평학교에서 한학기동안 교사로 일하였다. 1910년 이승훈의 초빙을 받아 평안북도 정주 오산학교 교사로 2년간 근무하였다. 1912년에는 기독교 사상가요 문인인 톨스토이를 연구하여 그 영향으로 기성교회를 나가지 않게 되었다.
톨스토이는 그의 짧은 소설들(바보 이반, 사람은 무엇으로 사는가 등)에서 드러나듯이, 기독교인의 신앙생활은 교회에 나가는 종교행사의 충실한 참여가 아니라, 역사적 예수의 삶과 복음을 이웃에 대한 자비, 정직한 노동, 양심적 병역거부, 악을 선으로 이기는 비폭력투쟁등으로 실천하는 삶이라고 이해했다. 일본 도쿄에 가서 도쿄 물리학교에 입학하여 1년간 수학하였다.

## 결혼과 YMCA활동
1915년 김효정과 결혼하였고, 이후 최남선과 교제하며 잡지 《청춘》에 '농우', '오늘'등 여러 편의 글을 기고하였다. 1919년 삼일운동 때에 이승훈이 거사 자금으로 기독교 쪽에서 모금한 돈 6천원을 아버지가 경영하는 경성피혁 상점에 보관하였다. 후에 이것이 적발되어 압수당하였으며 류영모 대신 아버지 유영근이 체포되어 105일간 서대문 형무소에 수감되었다.
1921년 조만식의 후임으로 오산학교 교장에 취임하여 일년간 재직하였다. 1928년 YMCA의 연경반 모임을 지도하기 시작하여 1963년까지 약 35년간 계속하였다. 1928년 이전에는 아버지의 경성피혁상점의 일을 도왔는데, 이후로는 아버지 유명근이 차려준 솜공장인 경성제면소를 경영하기 시작하였다. 이후 잡지 《성서조선》에 기고를 하였으며 이 일로 1942년 일제에 의해 종로경찰서에 구금되었다가 57일 만에 서대전 형무소에서 아들 의상과 함께 풀려났다. 해방 후 행정 공백기에 은평면 자치위원장으로 주민들에 의하여 추대되었다.

## 생애와 사상
정인보, 이광수와 함께 1940년대 조선의 3대 천재로 불리기도 했던 류영모는, 1921년 오산학교 교장을 지내나 이후 은퇴하여 농사를 짓고 제자들을 가르치며, 《노자》를 번역하기도 했다. 기독교를 한국화하고 또 유, 불, 선으로 확장하여 이해했다. 그의 강의중 일부는 제자들에 의해 남아 있고, 해설과 함께 나오기도 했다. 강의들은 순우리말로 되어 있으나, 기발한 표현이 많고 함축적이어서 이해하기가 어렵다. 학자들은 류영모의 종교다원주의가 서양보다 70년이나 앞선 것에 놀라고 있다. 그의 종교사상은 1998년 영국의 에든버러(Edinburgh)대학에서 강의되었다.

### 다석의 사상
다석은 동양의 유교, 불교, 도교와 서양의 기독교 사상을 조화시키려 했으며 그의 대표적인 사상은 "얼나" 사상이다.  '얼'이란 영 혹은 영적인 한글로, 영적으로 거듭난/ 깨달은 나 "영적인 사람"을 뜻하는 말이며 그와 반대는 "제나" 로, 육적인 사람 즉 탐욕, 분노, 미움, 어리석음, 색정의 죄성 혹은 동물성을 극복하지 못한 사람을 말한다.  그에게 구원은 제나에서 얼나로 변화되는 것이며 결국 모든 얽매임과 두려움과 질고에서 자유함을 얻는 것을 말한다.

## 제자들
제자 중에서 가장 아끼던 이는 함석헌이었다. 함석헌의 씨알 사상은 류영모로부터 물려받은 것이다. 류영모와 제자 함석헌의 사상은 2008년 8월호 《기독교사상》에서 특집기사 〈왜 유영모와 함석헌인가?〉로 소개되었다.

## 지은 책
- 노자(늙은이)[5]

## 가족
- 아버지 : 류명근
- 어머니 : 김완전
- 부인 : 김효정

## 같이 보기
| - YMCA - 오산학교 - 이승훈 - 이상재 - 윤치호 - 조만식 - 한근조 - 함석헌 - 장준하 - 윤보선 - 이광수 | - 노자 - 기독교청년회 - 김교신 - 김정식 - 김예진 - 김석창 - 안창호 - 오영선 - 이승만 - 주기철 - 정인보 | - 최남선 - 공덕귀 - 김용옥 - 김흥호 - 이현필 |

## 관련 서적
- 《다석강의》, 다석학회 엮음, 현암사
- 《다석일지》, 김흥호, 솔
- 《진리의 사람 다석 류영모》 상·하, 박영호, 두레
- 《제소리》(류영모의 강의록), 김흥호, 솔
- 《다석 류영모 명상록》, 박영호 역·해, 두레
- 《다석 유영모의 동양사상과 신학》, 김흥호, 솔, 2002년
- 《잃어버린 예수》(다석 사상으로 다시 읽는 요한복음), 박영호, 교양인, 2007년
- 《다석 유영모》(동서 사상을 아우른 창조적 생명철학자) , 박재순, 현암사, 2008년
- 《나는 다석을 이렇게 본다》, 정양모, 두레, 2009년
- 《다석 마지막 강의》류영모 박영호, 교양인, 2010년

## 참고 문헌
1. ↑  중앙일보 2001년 4월 5일자
2. ↑  《진리의 사람 다석 류영모 (상)》, 박영호, 두레
3. ↑  “다석 류영모의 "얼나"와 "진각인"(眞覺人) - 당당뉴스”. 2022년 2월 3일에 확인함.
4. ↑  2008년 8월호 《기독교사상》-특집:왜 유영모와 함석헌인가?, 대한기독교서회 p.18-75
5. ↑  道德經 함석헌 기념사업회